# مارسيو دوس سانتوس
مارسيو دوس سانتوس هو لاعب كرة قدم برازيلي، ولد في 10 ديسمبر 1973 في ساو باولو في البرازيل، وتوفي في 27 أكتوبر 2002. لعب مع أليانزا ليما.